# Baie Américaine
Pour les articles homonymes, voir BUS.

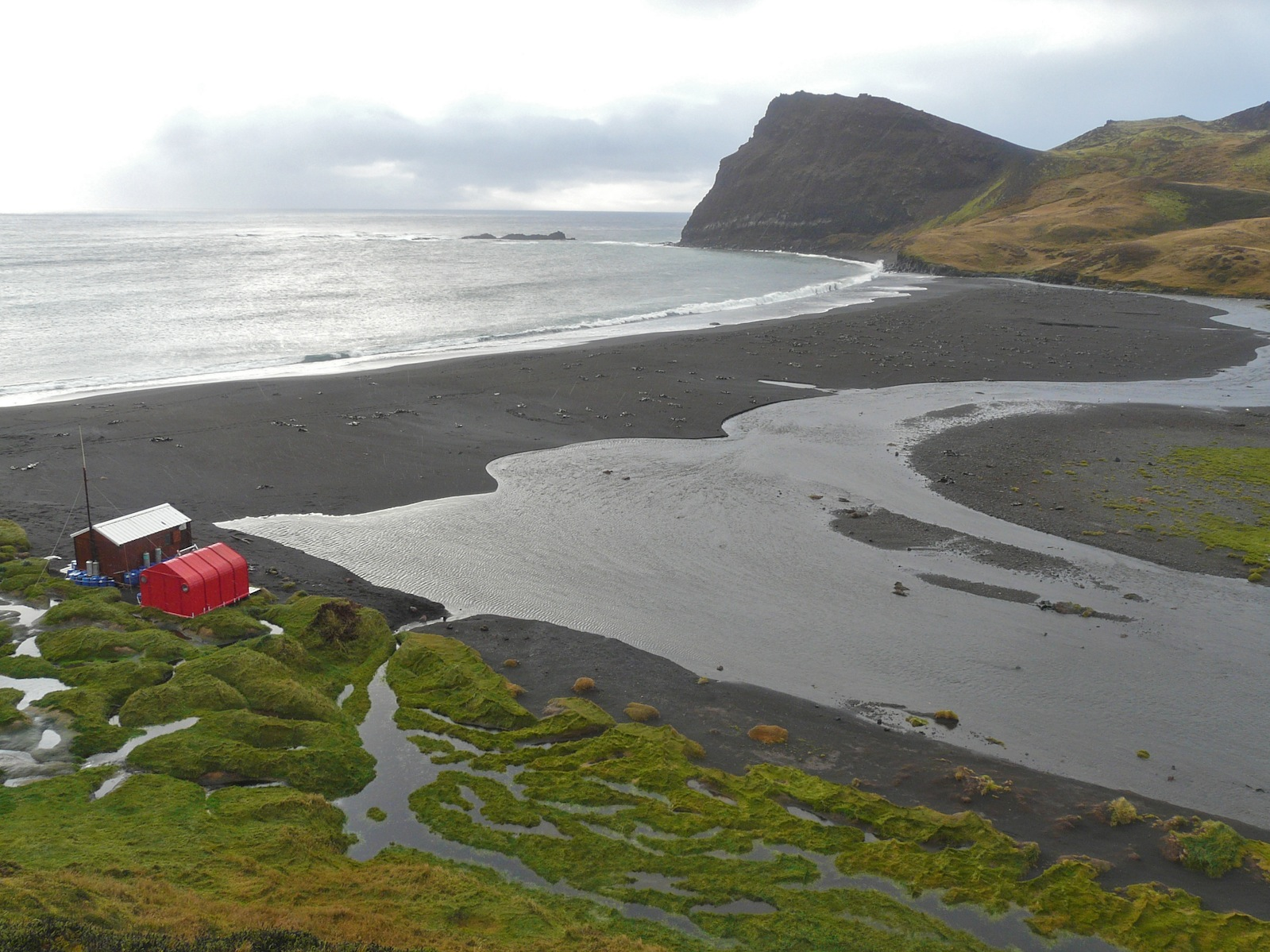
Vue de la partie ouest de la baie Américaine et du morne Rouge, au premier plan les cabanes et la rivière Moby-Dick.

La baie Américaine, souvent surnommée baie US ou BUS en taafien, est une petite baie de l'océan Indien formée par la côte nord de l'île de la Possession, l'une des îles Crozet, dans les Terres australes et antarctiques françaises. Elle doit son nom à un navire phoquier anglo-saxon du XIXe siècle, l'America.
Officiellement, la baie Américaine s'étend entre le cap de l'Antarès au nord-ouest et le cap Chivaud au sud-est. Proche du cap de l'Antarès, un rocher à la forme caractéristique porte le nom de rocher Pyramidal. La baie Américaine constitue le débouché sur la mer de la vallée des Branloires. Une saillie rocheuse de la côté, bordée de grands bancs d'algues et située au centre de la baie, est dominée par les 116 mètres du morne Rouge. Ce relief divise la baie en deux parties : au nord-ouest une plage de sable noir où se trouve l'embouchure de la rivière Moby-Dick, au sud-est une plage occupée par la Petite Manchotière, une colonie de manchots royaux.
La baie Américaine constitue un des rares abris de l'île de la Possession, bien protégé des vents dominants de secteur ouest. Fréquentée au XIXe siècle et au début du XXe siècle par les chasseurs d'otaries et d'éléphants de mer, on y trouve les vestiges de cette activité.
Une cabane destinée à accueillir les scientifiques de la base Alfred Faure située à 6 km existe sur le côté ouest de la baie.

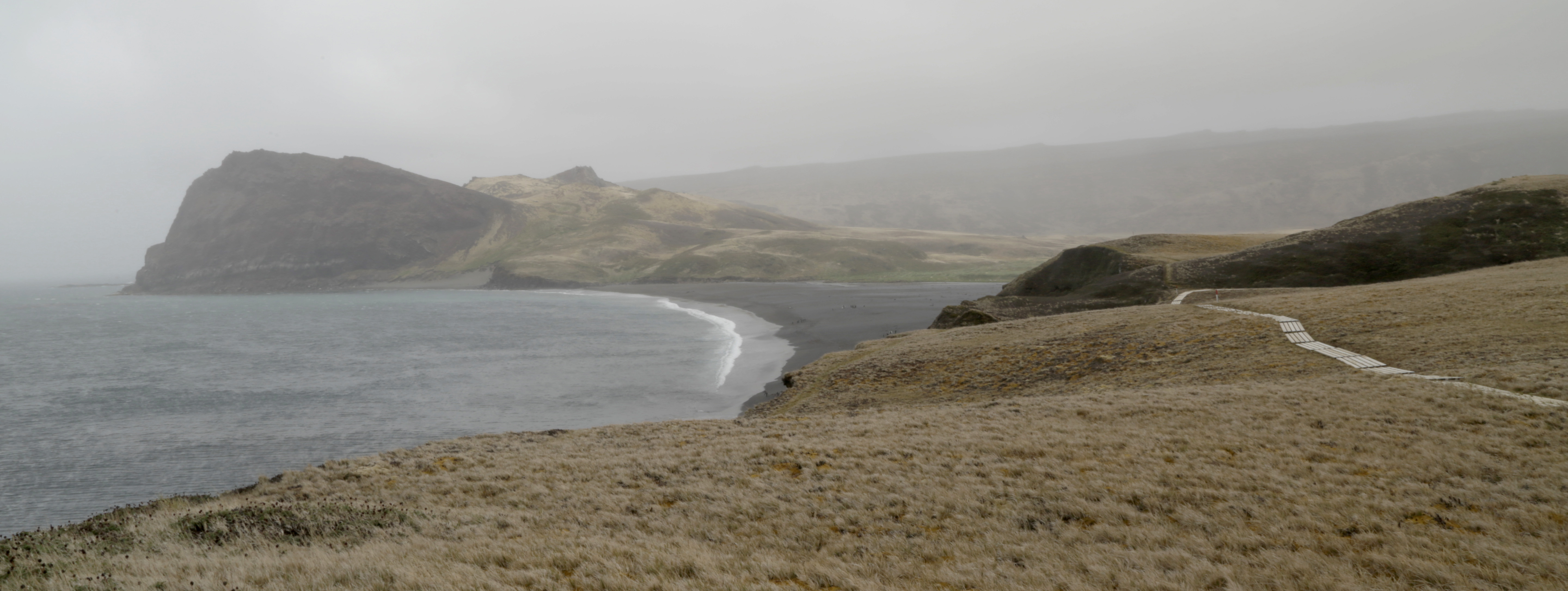
Vue sur la Baie Américaine depuis la Vallée des Phoquiers sur l'Île de la Possession de l'archipel Crozet